# 9600
9600（九千六百、九六〇〇、きゅうせんろっぴゃく）は、自然数また整数において、9599の次で9601の前の数である。

## 性質
- 9600は合成数であり、約数は1, 2, 3, 4, 5, 6, 8, 10, 12, 15, 16, 20, 24, 25, 30, 32, 40, 48, 50, 60, 64, 75, 80, 96, 100, 120, 128, 150, 160, 192, 200, 240, 300, 320, 384, 400, 480, 600, 640, 800, 960, 1200, 1600, 1920, 2400, 3200, 4800, 9600である。
  - 約数の和は31620。
- 1501番目のハーシャッド数である。1つ前は9585、次は9612。
  - 15を基とする136番目のハーシャッド数である。1つ前は9510、次は10095。
- 9600 = 27 × 3 × 52
  - 3つの異なる素因数の積で p 7 × q 2 × r の形で表せる3番目の数である。1つ前は8064、次は12672。
- 9600 = 1002 − 202
  - n = 20 のときの (n × 5)2 − n 2 の値とみたとき1つ前は8664、次は10584。
  - n = 20 のときの 1002 − n 2 とみたとき1つ前は9639、次は9559。
- 約数の和が9600になる数は17個ある。(3192, 4266, 4424, 4712, 5145, 5481, 5643, 6453, 6567, 6873, 6965, 7197, 7505, 7847, 7889, 9101, 9353) 約数の和17個で表せる6番目の数である。1つ前は9504、次は12672。
- 各位の和が15になる592番目の数である。1つ前は9510、次は10059。

## その他 9600 に関連すること
- 国鉄9600形蒸気機関車は1913年に登場した日本国有鉄道の貨物用蒸気機関車。
- 函館市交通局9600形電車は2007年に登場した函館市交通局の路面電車車両。
- 国鉄タム9600形貨車
- 国鉄タキ9600形貨車
- 業界用語や俗称で特定の意味に関連した9600の値について、クンロクと呼ばれたりする。運輸業界における「ハイ・キューブ・コンテナ（背高コンテナ）」や、コンピューター・通信業界における通信速度9600ボーなど。